# كارولاينا أغيرو
كارولاينا أغيرو (بالإسبانية: Carolina Agüero)‏ هي راقصة باليه أرجنتينية، ولدت في 4 نوفمبر 1975 في قرطبة في الأرجنتين.